# テリエ・リピダル
テリエ・リピダル（Terje Rypdal 1947年8月23日 - ）は、ノルウェーのギタリスト兼作曲家である。初期から現在までドイツの代表的なジャズレーベルであるECMレコードを中心に活動している。ジャズを中心に、ロックから現代音楽まで活動は多彩。

## 略歴
英国のロックギタリスト、ハンク・マーヴィンの強い影響を受けたリピダルは、1962年「The Vanguards」というロックンロールバンドのギタリストとしてプロのキャリアを開始する。その後リピダルはジャズに転向する。1967年、同じくノルウェー出身のサックスプレーヤー、ヤン・ガルバレクとの共演アルバムを経て、翌年の1968年、ガルバレクのグループに加入する。そしてその後ジョージ・ラッセルのセクステットオーケストラにも加入する。1969年、西ドイツバーデン＝バーデンで行われたフリージャズ･フェスティバルに参加する。このフェスティバルでの演奏と、ロック・ミュージカル『ヘアー』のノルウェー版オーケストラバージョンでのギター演奏が高く評価されて、リピダルの活動が海外へ広がる足掛かりとなった。彼が作曲・演奏した「Last Nite」と「Mystery Man」の2曲がマイケル・マン監督作品の映画『ヒート』の中で使用され、同名のサウンドトラック盤に収録された。

## 演奏スタイル
特に歪んだトーンで独特な空間を作り出すプレイが多く、ラルフ・タウナー、ジョン・アバークロンビーと共にECMレコードの３大ギタリストと称されることもある。
近年の使用機材はフェンダーのストラトキャスターが中心で、アーミングを多用する。

## ディスコグラフィ

### リーダーアルバムおよび主要なアルバム
- Get Dreamy (Polydor 842 972-2) 1967年 ※Hans Marius Stormoen, Christian Reim, Tom Karlsenと結成したThe Dreamのアルバム
- Bleak House (Polydor/Universal Norway 547 885-2) 1968年 ※Rypdalの最初のソロアルバム。The Dreamのメンバーも参加
- Min Bul (Polydor 2382003) 1970年 ※Bjørnar Andresen, Espen Rudと結成したMin Bulのアルバム
- Afric Pepperbird (ECM 1007) 1970年 ※Jan Garbarek Quartet
- Esoteric Circle (Flying Dutchman FD-10125) 1971年 ※George RussellのプロデュースによるJan Garbarek Quartetによるアルバム
- SART (ECM 1015) 1971年 ※Bobo Stenson(p)が加わりJan Garbarek Quintetとなる
- Terje Rypdal (ECM 1016) 1971年
- What Comes After (ECM 1031) 1974年
- Whenever I Seem to Be Far Away (ECM 1045) 1974年
- Odyssey (ECM 1067/8) 1975年
- After the Rain (ECM 1083) 1976年
- Waves (ECM 1110) 1978年
- Terje Rypdal / Miroslav Vitous / Jack DeJohnette (ECM 1125) 1979年 ※ミロスラフ・ヴィトウス と ジャック・ディジョネット との共作
- Descendre (ECM 1144) 1980年
- To Be Continued (ECM 1192) 1981年 ※ミロスラフ・ヴィトウス と ジャック・ディジョネット との共作
- Eos (ECM 1263) 1984年 ※David Darling との共作
- Chaser (ECM 1303) 1985年 ※The Chasers との共作
- Blue (ECM 1346) 1987年 ※The Chasers との共作
- The Singles Collection (ECM 1383) 1989年 ※The Chasers との共作。選曲集ではない。
- Undisonus (ECM 1389) 1990年
- Q.E.D. (ECM 1474) 1991年 ※Borealis Ensembleとの共演
- Works (ECM 8254284) 1994年 ※ECMでのTo Be Continued までのリーダーアルバムからの選曲集
- If Mountains Could Sing (ECM 1554) 1995年
- Skywards (ECM 1608) 1997年
- Rypdal & Tekrø (RCA 74321 242962) 1997年 ※TNTのTekrø との共作
- Rypdal/Tekrø II (Grappa GRCD 4146) 1998年 ※Tekrø との共作
- Double Concerto / 5th Symphony (ECM 1567) 2000年 ※Riga Festival Orchestraとの共演
- Lux Aeterna (ECM 1818) 2002年 ※Bergen Chamber Ensembleとの共演
- The Radiosong (BeatHeaven Records BH 006) 2002年 ※Tekrø との共作
- Birgitte Stærnes Sonata Op.73 / Nimbus Op.76 (MTG Music MTG CD 70085) 2002年
- Selected Recordings (Volume VII of ECM's :rarum series) (rarum 8007) 2002年 ※ECMでのリーダーアルバムからの自選選曲集
- Vossabrygg (ECM 1984) 2006年
- Life in Leipzig (ECM 2052) 2008年 -- Ketil Bjornstadとの共作
- Crime Scene (ECM 2041) 2010年 -- ライブ録音

### 映画音楽
- Equinox (Varese Sarabande) 1992年 ※「Mystery Man」など7曲を収録[1]
- 『ヒート』 - Heat (Warner Bros/Wea) 1995年 ※「Last Nite」と「Mystery Man」を収録[2]